# Teng Yi
Teng Yi, Chinees: 滕義, (1964, China) is een voormalig Chinees professioneel tafeltennisser. Teng is zijn achternaam.

## Belangrijkste resultaten
- WK
  -  Goud met het team in 1987 in New Delhi.
  -  Zilver met het team in 1989 in Dortmund.
  -  Brons in het enkelspel in 1985 in Göteborg.
  -  Brons in het enkelspel in 1987 in New Delhi.
  -  Brons in het dubbelspel in 1989 met Hui Jun in Dortmund.